# Karl Angebauer
Karl Angebauer (* 23. Februar 1882 in Warsow (Mecklenburg); † 30. August 1952 in Berlin) war ein deutscher Schriftsteller der Kolonialliteratur.

## Leben
Nach einer Lehre als Maschinenschlosser folgte er 1904 dem Aufruf des Reichsmarineamtes und trat als Freiwilliger in die Deutsche Schutztruppe für Südwestafrika ein. Als Teilnehmer am Hererokrieg erlebte er unter anderem die Schlacht am Waterberg. Nach dem Krieg blieb er als Ansiedler in der Kolonie und machte eine Farmlehre auf der Farm Hoffnung im Bezirk Grootfontein; danach erwarb er sich von seinem Wehrsold die Farm Chudib am Omuramba-Ovambo. Wegen wirtschaftlicher Misserfolge verkaufte er die Farm wieder und führte jahrelang ein unstetes Leben als Jäger, Wanderhändler und Gelegenheitsfarmer im Ovamboland und am Okawango. Auf Vermittlung eines Regierungsreferenten konnte er erneut eine Farm erwerben, die in der Nähe von Kuringkuru gegenüber dem portugiesischen Grenzfort Kuangar (Angola) lag.
Als er durch einen Missionar vom Ausbruch des Ersten Weltkriegs erfuhr, meldete er sich freiwillig zum Kriegsdienst und nahm an Gefechten gegen Portugiesen und Briten teil. Nach der Kapitulation der deutschen Schutztruppe am 9. Juli 1915 und dem Ende der deutschen Kolonialherrschaft pachtete er die Farm Steinau im Bezirk Grootfontein. 1919 erfolgte seine Ausweisung aus Südwestafrika durch die südafrikanischen Behörden. Im Juni des Jahres verließ er das Land von Walfisbay nach Rotterdam, und weiter nach Berlin. Dort heiratete er und kämpfte bei den Behörden um eine Entschädigung, die ihm erst ausgezahlt wurde, nachdem das Geld infolge der Inflation entwertet war. Daraufhin versuchte er sich als Schriftsteller, zunächst als Verfasser von Zeitungsartikeln über seine Erlebnisse in Afrika. Einige konnte er veröffentlichen, schließlich, mit zunehmendem Erfolg, auch ganze Bücher, in denen er anekdotenhaft Episoden aus seinen afrikanischen Lebensjahren darstellte. Hinzu kamen noch ein Roman und mehrere Erzählungen, die in verschiedenen Heftromanserien der Zeit erschienen. Bis zuletzt lebte er in Berlin-Friedenau.

## Werke
- Norob, der Buschmann. Eine Erzählung aus der Kalahari. Mit Bildern von H.A. Aschenborn (Aus weiter Welt, Heft 16), Reutlingen 1926.
- Der Sklave der Schnellen Büchse. Afrikanische Erzählung. Mit Bildern von H.A. Aschenborn (Aus weiter Welt, Heft 21), Reutlingen 1927.
- Ovambo. Fünfzehn Jahre unter Kaffern, Buschleuten und Bezirksamtmännern. Mit 48 Tafelbildern und einer Kartenskizze, Berlin 1927.
- Die Farmer von Otjivanda. Ein Buch von Pionieren und Hinterwäldlern. Bilder nach Original-Aufnahmen (Durch Steppen und Urwald, 11), Leipzig 1929.
- Wir Wilden sind doch bess’re Menschen. Bilder nach Original-Aufnahmen (Durch Steppen und Urwald, 12), Leipzig 1929.
- Buschtrecker. Bilder nach Original-Aufnahmen (Durch Steppen und Urwald, 13), Leipzig 1929.
- Mandumes Jagdzug. Mit Bildern von H. Ant. Aschenborn (Aus weiter Welt, Heft 13), Reutlingen 1929.
- Mit der Flimmerkiste ins Affenland. Paul Lieberenz filmt in Afrika. Mit 31 Bildern (Männer der Wildnis), Berlin 1934.
- Kameraden in Südwest. Ein Tatsachenroman. Mit 35 Zeichnungen von Moritz Pathé und 22 Photos und einer Karte, Berlin 1936.
- Abenteuer im Ovamboland (Piraten, Entdecker, 1), Dresden 1937.
- Auf Peter Grumps Farm (Kolonial-Bücherei. Erlebnisse und Abenteuer tapferer, wagemutiger Deutscher in unseren Kolonien, in fernen Ländern und auf fernen Meeren, Heft 83), Berlin 1942.
- Afrikanische Wanderungen. Herausgegeben von Josef Viera, Reutlingen o. J.